# Spaghetti Bowl
Lo Spaghetti Bowl fu un incontro di football americano che si disputò a Firenze il 1º gennaio 1945 tra due divisioni di militari statunitensi, la 5ª Armata e la 12ª Air Force.

## La storia
Quest'evento, ricordato per essere una delle prime partite di questo sport in Italia, fu una sorta di competizione vera e propria tra squadre in servizio nel teatro militare europeo; manifestazioni sportive simili si erano tenute in quegli anni anche in altre parti del mondo, tra cui Francia e Nord Africa. L'incontro si tenne il primo giorno dell'anno nello Stadio Giovanni Berta, il principale stadio cittadino che era stato danneggiato dagli scontri della seconda guerra mondiale; la location finale venne il più possibile tenuta segreta, per timore di un attacco aereo della Luftwaffe, motivo per cui durante tutto l'incontro volarono dei P-38 per perlustrare i cieli della città toscana. Sugli spalti si radunarono circa 25 000 militari, mentre non venne registrata alcuna presenza di cittadini italiani. Prima dell'incontro vennero distribuiti hot dog e si tenne anche una sfilata militare, composta da alcuni veicoli modificati e da una banda musicale, mentre negli intervalli di gioco si esibì in uno spettacolo Peggy Jean Roan, una majorette.
La squadra dell'esercito che venne rinominata "Mudders" era allenata da Lou Bush, ex giocatore di calcio e pallacanestro dei Minutemen dell'Università del Massachusetts che giocava anche a baseball in una sussidiaria dei St. Louis Cardinals; tra le sue file vi erano alcuni giocatori professionisti, come l'offensive tackle dei Philadelphia Eagles Cecil Sturgeon, il wide receiver di Georgetown Arthur Remke e l'ex fullback John "Big Six" Moody. La compagine aviotrasportata, denominata "Bridgebusters", era invece capitanata da George Miller, un ex guardalinee e assistente allenatore dell'Indiana University. Per quanto riguarda la partita, Moody della 5ª Armata si aggiudicò i primi due touchdown della partita, realizzando le due conseguenti trasformazioni, mentre Lemke effettuò il terzo e l'ultimo touchdown, per cui l'incontro terminò 20-0 per la squadra dell'esercito.

## Galleria d'immagini

Veduta aerea di Firenze da un P-38 prima dell'incontro
Veduta aerea dello Stadio Berta, adibito per il football americano
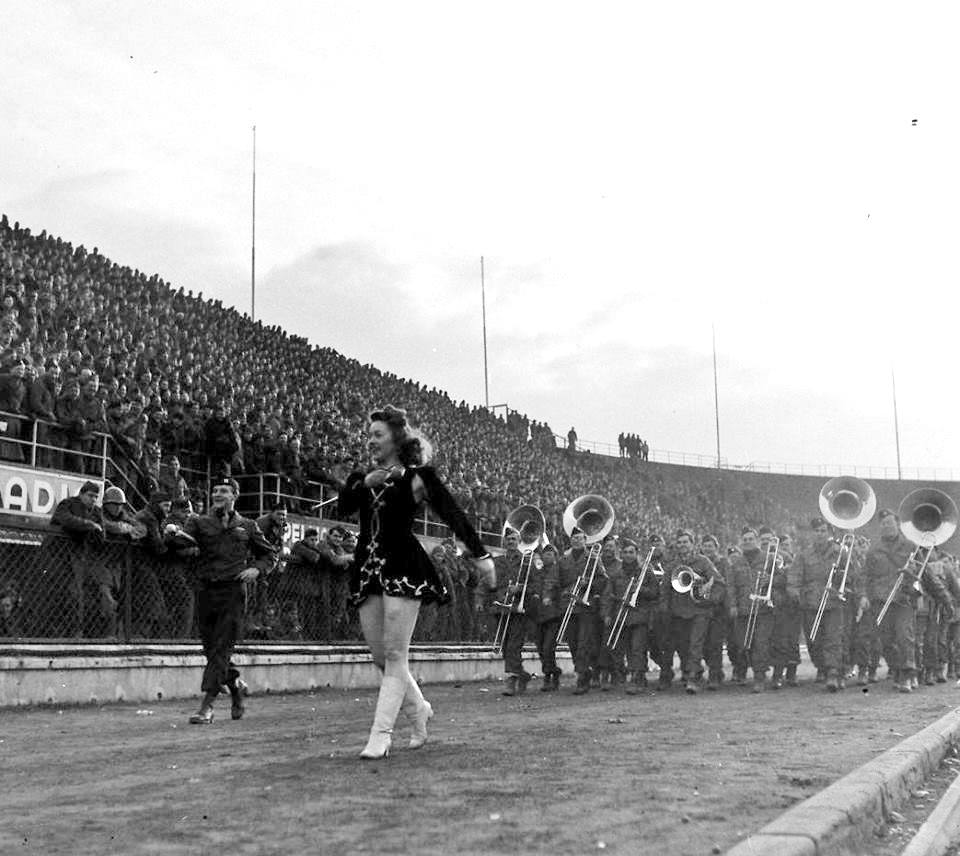
La parata prima dell'incontro
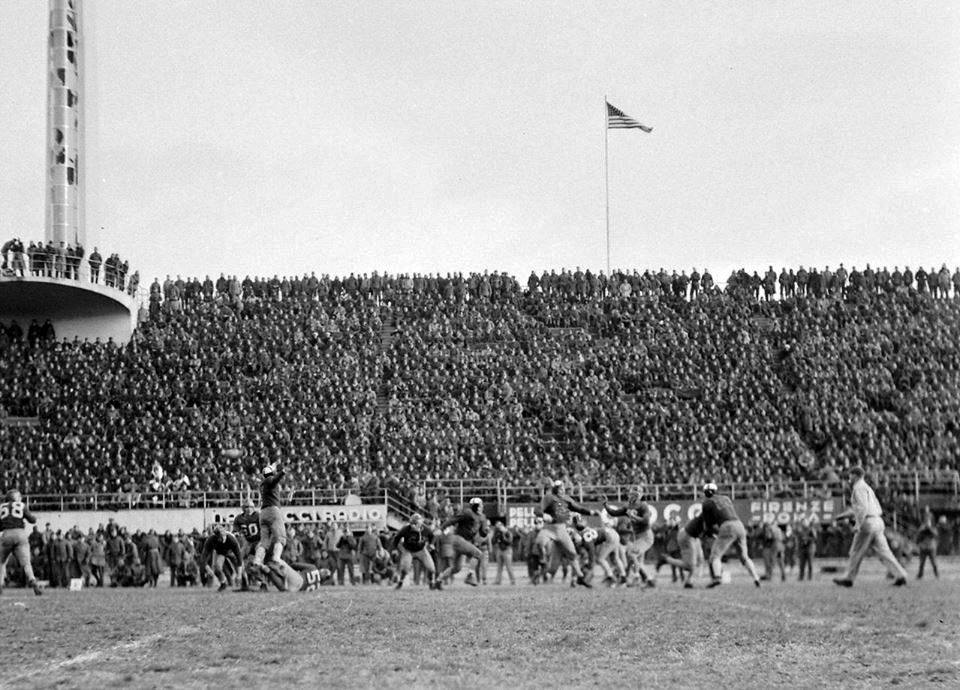
Fase di gioco dell'incontro